# Gradus ad Parnassum
(Dante, Paradiso Canto X)
Il Gradus ad Parnassum (Salita al Parnaso, il monte residenza delle Muse) è una raccolta di 100 esercizi pianistici di livello avanzato, che il compositore italiano Muzio Clementi compose a scopo didattico; egli credeva nell'efficacia dell'esempio e licenziò la prima pubblicazione dell'opera con un unico cenno didascalico: «L'arte s'insegna con l'esempio». L'intero titolo dell'opera, pubblicata a Londra in tre volumi rispettivamente nel 1817, nel 1819 e nel 1827, recita: Gradus ad Parnassum, or The Art of Playing on the Piano Forte, Exemplified in a Series of Exercises in the Strict and in the Free Style (Gradus ad Parnassum, o l'arte di suonare il pianoforte, esemplificato in una serie degli esercizi negli stili rigoroso e libero), op. 44.
Sebbene questi studi siano oggi uno dei capisaldi nello studio del pianoforte ed abbiano uno scopo principalmente didattico, sono scritti in una forma decisamente innovativa per quanto riguarda la tecnica tastieristica, che farà da preambolo agli studi da concerto, un tipo di composizione che sarà sviluppato da Fryderyk Chopin, Franz Liszt e Robert Schumann, mentre Debussy citerà la raccolta nel primo brano del Children's Corner. 

## Primo libro (1-27)
1. Con velocità, Fa maggiore, 4/4
2. Allegrissimo, Fa maggiore, 4/4
3. Vivacissimo, Fa maggiore, 3/4
4. Allegro, ma con grazia, Fa maggiore, 4/4
5. Andante, quasi Allegretto, con espressione, Si bemolle maggiore, 3/4
6. Allegro moderato, Si bemolle maggiore, 4/4
7. Vivacissimo, Re maggiore, 2/4
8. Allegretto Moderato e con grazia, Re maggiore, 2/4
9. Vivace ma non troppo, La maggiore, 3/2
10. Allegro moderato, La maggiore,
11. Allegro moderato e cantabile, La maggiore,
12. Allegro, Do maggiore, 2/4
13. Allegro non troppo, Do maggiore, 4/4
14. Adagio sostenuto, Fa maggiore, 3/4
15. Allegro non troppo, Do maggiore, 2/4
16. Veloce, Do maggiore, 3/1
17. Veloce, Do maggiore, 3/1
18. Introduzione. Grave. Fugato. Allegro, Fa maggiore, 3/4, 4/4
19. Presto, La minore, 2/4
20. Allegro, Re maggiore, 4/4
21. Veloce, Mi bemolle maggiore, 3/4
22. Allegro con spirito, La bemolle maggiore, 4/4
23. Presto, Do maggiore, 4/4
24. Presto, Fa diesis minore, 3/2
25. Introduzione. Adagio sostenuto. Fuga. Tempo moderato, Si minore, 3/4, 4/4
26. Allegro moderato, Si minore, 12/8
27. Allegro con fuoco, Si maggiore, 4/4